# Bầu cử Chủ tịch Quốc hội và Chủ tịch nước Việt Nam tháng 5 năm 2024
Sau khi Võ Văn Thưởng từ chức Chủ tịch nước vào ngày 20 tháng 3 và Vương Đình Huệ từ chức Chủ tịch Quốc hội vào ngày 26 tháng 4 năm 2024, Việt Nam tiếp tục bị trống hai vị trí lãnh đạo trong thời gian dài. Đến giữa cuối tháng 5, kỳ họp thường kỳ thứ 7 của Quốc hội Việt Nam khóa XV được diễn ra với giai đoạn đầu nhằm kiện toàn các chức danh đang còn trống. Cuộc bầu cử cũng được diễn ra trong bối cảnh được cho là "thay đổi thế hệ" trước thềm Đại hội Đảng Cộng sản Việt Nam lần thứ 14 dự kiến tổ chức vào năm 2026. Do là chế độ đơn đảng, trước khi bầu cử, Trung ương Đảng Cộng sản Việt Nam đã giới thiệu Tô Lâm cho chức danh Chủ tịch nước Cộng hòa xã hội chủ nghĩa Việt Nam và Trần Thanh Mẫn cho chức danh Chủ tịch Quốc hội nước Cộng hòa xã hội chủ nghĩa Việt Nam. Quá trình bầu cử Chủ tịch Quốc hội được diễn ra trong ngày 20 tháng 5 năm 2024 và bầu cử Chủ tịch nước được diễn ra vào ngày 21 – 22 tháng 5 năm 2024.
Đến cuối phiên họp thường kỳ ngày 21 tháng 5 của Quốc hội khóa 15, với 475/475 phiếu tín nhiệm, chiếm tỉ lệ 100% tổng số đại biểu tham gia bầu cử, Trần Thanh Mẫn chính thức được bầu trở thành Chủ tịch Quốc hội Việt Nam thứ 13. Trong phiên họp sáng ngày 22 tháng 5, Quốc hội Việt Nam cũng đã thông qua Nghị quyết bầu Chủ tịch nước cho Tô Lâm với 472/473 số phiếu từ các đại biểu có mặt, chiếm tỉ lệ 99,79%. Sau khi nhậm chức, Tô Lâm đã trở thành Đại tướng thứ ba và là Đại tướng Công an nhân dân thứ hai trong lịch sử Việt Nam sau Trần Đại Quang giữ chức Chủ tịch nước. Ông cùng với Trần Thanh Mẫn được nhiều cơ quan truyền thông phương Tây đánh giá là có khả năng trở thành Tổng Bí thư Đảng Cộng sản Việt Nam trong tương lai thay thế cho Nguyễn Phú Trọng. Tuy nhiên, cũng có đánh giá cho rằng việc ông Lâm trở thành Chủ tịch nước sẽ khiến Việt Nam ngày càng có xu hướng giống nhà nước cảnh sát.

## Bối cảnh

### Hàng loạt cán bộ cấp cao từ chức
Bắt đầu vào ngày 20 tháng 3 năm 2024, truyền thông nhà nước Việt Nam đưa tin về việc Ban Chấp hành Trung ương Đảng quyết định cho phép Võ Văn Thưởng, người giữ chức Ủy viên Bộ Chính trị, Ủy viên Trung ương Đảng và Chủ tịch nước Cộng hòa xã hội chủ nghĩa Việt Nam từ nhiệm do phải "chịu trách nhiệm người đứng đầu", "vi phạm về quy định những điều đảng viên không được làm" và một số lý do khác. Tuy nhiên, trong các báo cáo không đề cập đến các hành vi sai trái của ông. Theo một số cơ quan truyền thông phương Tây, các sai phạm của ông có thể liên quan đến Tập đoàn Phúc Sơn trong thời gian làm Bí thư tỉnh Quảng Ngãi. Không lâu sau đó, vào ngày 26 tháng 4 năm 2024, truyền thông nhà nước Việt Nam tiếp tục thông báo quyết định cho phép Vương Đình Huệ, người giữ chức Ủy viên Bộ Chính trị và Chủ tịch Quốc hội nước Cộng hòa Xã hội chủ nghĩa Việt Nam từ nhiệm. Ông trở thành "trụ" thứ ba trong số tứ trụ của Việt Nam từ chức trong vòng một nhiệm kỳ sau Nguyễn Xuân Phúc và Võ Văn Thưởng.  Đồng thời, cũng là người thứ 5 thôi chức Ủy viên Bộ Chính trị Ban Chấp hành Trung ương Đảng Cộng sản Việt Nam khóa 13. Ông từ chức với lý do vi phạm "Quy định những điều Đảng viên không được làm", "Quy định về trách nhiệm nêu gương của các bộ, đảng viên" và "Chịu trách nhiệm người đứng đầu". Thông tin ông từ chức được đưa ra vài ngày sau khi Phạm Thái Hà – trợ lý của ông bị bắt giữ do các sai phạm liên quan đến Tập đoàn Thuận An. Việc miễn nhiệm ông đã chính thức được Quốc hội Việt Nam thông qua vào ngày 2 tháng 5 năm 2024. Sau đó không lâu, một cán bộ cấp cao khác là Trương Thị Mai cũng bị cho thôi chức Ủy viên Bộ Chính trị, Ủy viên Trung ương Đảng.
Trước đó, trong chiến dịch đốt lò của Nguyễn Phú Trọng cũng đã khiến nhiều cán bộ cấp cao cũng đã phải rời khỏi vị trí của mình như Nguyễn Xuân Phúc từ chức do phải "chịu trách nhiệm người đứng đầu", Chu Ngọc Anh bị xét xử 3 năm tù giam, Nguyễn Thanh Long bị xét xử 18 năm tù giam... do những sai phạm liên quan đến Việt Á. Sự từ chức của nhiều cán bộ cấp cao được diễn ra trong giai đoạn chiến dịch đốt lò của Tổng bí thư Đảng cộng sản Việt Nam Nguyễn Phú Trọng nằm trong giai đoạn được cho là đẩy mạnh nhất. Sau ông Trọng, Tô Lâm được đánh giá là một trong những nhân vật quan trọng trong chiến dịch khi góp phần đẩy mạnh phòng, chống tham nhũng tại Việt Nam khi đưa quốc gia này lên vị trí thứ 83 về chỉ số nhận thức tham nhũng của Tổ chức Minh bạch Quốc tế vào năm 2023, khi còn nằm ở vị trí thứ 113 vào năm 2016. Ngoài ông Trọng, nhiều nhà phân tích cũng cho rằng Tô Lâm chính là người nhắm vào những sai phạm của các chính trị gia cấp cao. Ông thậm chí còn được xem là trợ lý thân cận của Nguyễn Phú Trọng. Tuy nhiên, cũng có nhiều cáo buộc cho rằng chiến dịch này đang được sử dụng cho mục đích chính trị nhằm tranh giành quyền lực nội bộ trước thềm Đại hội Đảng Cộng sản Việt Nam lần thứ 14 sắp diễn ra, Bộ Ngoại giao Việt Nam đã lên tiếng phủ nhận cáo buộc này.

### Trước thềm Đại hội Đảng Cộng sản Việt Nam lần thứ 14

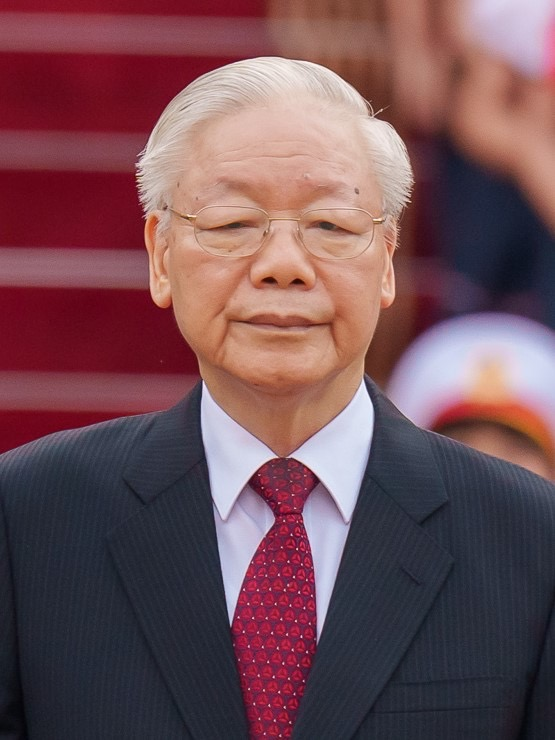
Nguyễn Phú Trọng, Tổng Bí thư Ban Chấp hành Trung ương Đảng Cộng sản Việt Nam trong 3 nhiệm kỳ liên tiếp.

Vào năm 2021, Nguyễn Phú Trọng đã tiếp tục tái đắc cử nhiệm kỳ thứ 3 liên tiếp trong Đại hội Đảng Cộng sản Việt Nam lần thứ 13, trở thành Tổng Bí thư Đảng Cộng sản Việt Nam trong 3 nhiệm kỳ liên tiếp. Ông là 1 trong 10 trường hợp "đặc biệt" đắc cử vào Ban Chấp hành Trung ương Đảng Cộng sản Việt Nam. Vào năm 2024, ở tuổi 79, sức khỏe của ông Trọng được cho là đã suy giảm. Vào ngày 14 tháng 4 năm 2019, khi đắc cử nhiệm kỳ thứ hai, ông Trọng được cho là đã bị đột quỵ trong lúc công tác tại Kiên Giang. Trong nhiều lần công khai về tình trạng sức khỏe của mình với báo chí, ông Trọng cũng khẳng định bản thân "không khỏe lắm". Trước khi bế mạc Đại hội lần thứ 13, ông Trọng cũng có phát biểu về tình hình sức khỏe của mình, "Bây giờ tôi không được khỏe lắm, tuổi cũng đã cao, cũng xin nghỉ rồi, thế nhưng Đại hội bầu phải làm, Đảng viên thì phải chấp hành". Theo truyền thông phương Tây, vì tuổi cao sức yếu, nhiều khả năng ông Trọng sẽ không thể tiếp tục nhiệm kỳ mới trên cương vị Tổng Bí thư Đảng Cộng sản Việt Nam. Theo đó, trước kỳ Đại hội Đảng lần thứ 14, nhiều đối thủ đã bắt đầu tìm cách hạ bệ lẫn nhau để tranh giành quyền lực và kế nhiệm ông Trọng.

## Diễn biến

### Đảng Cộng sản Việt Nam giới thiệu công tác nhân sự
Vào lúc 10 giờ ngày 18 tháng 5 năm 2024, sau phiên họp diễn ra tại Văn phòng Trung ương Đảng Cộng sản Việt Nam, Đảng Cộng sản Việt Nam đã quyết định thống nhất giới thiệu Đại tướng Công an Tô Lâm giữ chức vụ Chủ tịch nước Cộng hòa xã hội chủ nghĩa Việt Nam và Trần Thanh Mẫn giữ chức vụ Chủ tịch Quốc hội. Việc Trung ương Đảng lựa chọn ông Lâm giữ chức Chủ tịch nước được cho là đã được quyết định từ đầu tuần trước đó, trước thời điểm thông tin này được công bố chính thức trên báo chí. Theo chính phủ Việt Nam, cả hai đã nhận được "sự ủng hộ rộng rãi" từ Trung ương. Đây đồng thời cũng là phiên họp lãnh đạo chủ chốt đầu tiên sau khi Hội nghị Trung ương khóa XIII lần thứ 9 được thông qua. Việc giới thiệu công tác nhân sự được diễn ra vài ngày sau khi Bộ Chính trị Việt Nam bổ sung thêm 4 Ủy viên Bộ Chính trị bao gồm Lê Minh Hưng, Nguyễn Trọng Nghĩa, Bùi Thị Minh Hoài và Đỗ Văn Chiến vào hôm 16 tháng 5.
Theo Bùi Văn Cường – Tổng thư ký Quốc hội Việt Nam thì Hiến pháp nước Việt Nam đã quy định Đảng Cộng sản Việt Nam là lực lượng lãnh đạo Nhà nước và xã hội. Việc Đảng giới thiệu cán bộ cho Quốc hội bầu cử ở các vị trí các cơ quan Nhà nước được xem là "một trong các phương thức lãnh đạo của Đảng". Đồng thời, trong trường hợp Tô Lâm giữ chức Chủ tịch nước, ông vẫn được cho là sẽ kiêm nhiệm Bộ trưởng Bộ Công an cho đến hết nhiệm kỳ. Tuy nhiên, lịch sử chính trị Việt Nam sau năm 1976 chưa có Chủ tịch nước nào kiêm nhiệm chức danh Bộ trưởng, bởi vì Chủ tịch nước là chức danh nguyên thủ quốc gia, còn Thủ tướng Chính phủ là người đứng đầu chính phủ. Thủ tướng Chính phủ không có phạm vi và quyền hạn trên nguyên thủ quốc gia - Chủ tịch nước. Dù vậy, theo quy định của Hiến pháp và Điều lệ Đảng không có quy định Chủ tịch nước không thể kiêm nhiệm một chức vụ trong Chính phủ Việt Nam. Tuy nhiên, đến đầu giờ chiều ngày 21 tháng 5, theo tờ trình của Thủ tướng Chính phủ Phạm Minh Chính, Quốc hội Việt Nam đã quyết định bổ sung việc miễn nhiệm chức vụ Bộ trưởng Bộ Công an đối với ông Lâm vào chương trình kỳ họp của Quốc hội.

### Bầu cử

#### Bầu cử Chủ tịch Quốc hội
Trong phiên họp đầu tiên của kỳ họp thường kỳ thứ 7 Quốc hội khóa XV diễn ra vào sáng ngày 20 tháng 5, Ủy ban Thường vụ Quốc hội đã trình danh sách các ứng cử viên cho Quốc hội để bầu Chủ tịch Quốc hội. Đồng thời, các đoàn được cho phép thảo luận về danh sách đề cử. Đầu phiên họp buổi chiều cùng ngày, Ủy ban Thường vụ Quốc hội giải trình và tiếp thu ý kiến trở lại từ các đại biểu quốc hội sau khi thảo luận tại đoàn. Sau khi thảo luận, Ban kiểm phiếu bầu cử được Quốc hội thành lập. Quá trình bầu cử Chủ tịch Quốc hội được diễn ra bằng hình thức bỏ phiếu kín. Với 475 phiếu bầu từ các đại biểu quốc hội có mặt (chiếm tỉ lệ 100%), Trần Thanh Mẫn chính thức được bầu giữ chức vụ Chủ tịch Quốc hội nước Cộng hòa xã hội chủ nghĩa Việt Nam. Ngay sau đó, buổi tuyên thệ nhậm chức của ông cũng được diễn ra trong tòa nhà Quốc hội. Ngoài việc phải tuyên thệ "trung thành với Tổ quốc, Nhân dân và Hiến pháp" theo Nghị quyết 71/2022/QH15, ông Mẫn đã cam kết về việc sẽ "nỗ lực phấn đấu hoàn thành tốt nhiệm vụ được Đảng, Nhà nước và Nhân dân giao phó". Việc tuyên thệ nhậm chức của Chủ tịch Quốc hội cũng là bắt buộc khi được quy định trong Hiến pháp Việt Nam. Nghị quyết bầu Chủ tịch Quốc hội cũng đã được thông qua trước khi ông Mẫn tuyên thệ nhậm chức.
Trong bài phát biểu sau khi nhậm chức, ông cho biết bản thân mình cảm thấy vui mừng khi được tín nhiệm. Ông Mẫn bày tỏ lòng biết ơn sâu sắc đối với Chủ tịch Hồ Chí Minh, mẹ Việt Nam anh hùng, anh hùng lực lượng vũ trang... và gửi lời cảm ơn đến Tổng Bí thư Ban Chấp hành Trung ương Đảng Cộng sản Việt Nam Nguyễn Phú Trọng cùng người dân trong và ngoài nước. Sau những lời cảm ơn, ông khẳng định sẽ giữ vững độc lập dân tộc và chủ nghĩa xã hội cùng sự vận dụng và phát triển chủ nghĩa Marx–Lenin cũng như tư tưởng Hồ Chí Minh. Đến sáng ngày 22 tháng 5, ông Mẫn được phê duyệt giữ chức Ủy viên Hội đồng Quốc phòng và An ninh với 463/463 đại biểu quốc hội có mặt tán thành, chiếm tỷ lệ 100% (95,07% đối với tổng số đại biểu quốc hội).

#### Bầu cử Chủ tịch nước
Trước đó, theo Tổng thư ký Quốc hội Việt Nam Bùi Văn Cường, trong kỳ họp thứ 7, Quốc hội sẽ không miễn nhiệm chức vụ của Bộ trưởng Bộ Công an Tô Lâm trong trường hợp ông được bầu làm Chủ tịch nước. Tuy nhiên, đến đầu giờ chiều ngày 21 – ngày họp thứ hai của kỳ họp thường kỳ thứ 7, Quốc hội Việt Nam đã tổ chức bỏ phiếu sau khi có đơn trình yêu cầu từ Thủ tướng Phạm Minh Chính về việc bổ sung quy trình miễn nhiệm chức danh Bộ trưởng Bộ Công an đối với Tô Lâm trong chương trình của kỳ họp. Cuộc bỏ phiếu đã được thông qua với 468/469 đại biểu quốc hội tán thành, chiếm 96,1% tổng số đại biểu tham gia bỏ phiếu. Quy trình miễn nhiệm chức vụ Bộ trưởng của ông Lâm được công bố thực hiện đồng thời với nội dung bầu cử Chủ tịch nước. Như vậy, quyết định miễn nhiệm Tô Lâm khỏi chức vụ Bộ trưởng không nằm trong chương trình ban đầu của kỳ họp thường kỳ thứ 7 của quốc hội Việt Nam.
Vào cuối giờ chiều ngày thứ hai của kỳ họp thường kỳ thứ 7 Quốc hội khóa XV, Ủy ban Thường vụ Quốc hội tiếp tục trình danh sách các ứng cử đến Quốc hội để các đại biểu quốc hội bầu Chủ tịch nước, sau khi danh sách được trình, các đại biểu quốc hội được cho là sẽ tiến hành thảo luận tại Đoàn về các ứng cử viên. Theo danh sách, Tô Lâm là ứng cử viên duy nhất tham gia bầu cử. Đầu phiên họp sáng ngày 22 tháng 5, Ủy ban Thường vụ Quốc hội sẽ bắt đầu nhận giải trình, tiếp thu ý kiến từ các đại biểu quốc hội sau khi được thảo luận tại Đoàn. Đồng thời ngay sau đó, Quốc hội sẽ tiến hành bầu cử Chủ tịch nước thông qua hình thức bỏ phiếu kín. Với 472/473 đại biểu có mặt tán thành, chiếm 99,79% số phiếu, Quốc hội Việt Nam chính thức thông qua Nghị quyết bầu Tô Lâm giữ chức Chủ tịch nước nhiệm kỳ 2021–2026. Vào lúc 9 giờ 2 phút, theo giờ Việt Nam, nghi thức tuyên thệ của ông chính thức được bắt đầu và được truyền hình lẫn phát thanh trực tiếp. Khi tuyên thệ, ông Lâm mặc vest cùng cà vạt đỏ. Ngoài việc phải tuyên thệ "trung thành với Tổ quốc, Nhân dân và Hiến pháp" theo Nghị quyết 71/2022/QH15, Tô Lâm cũng đã nói thêm về việc bản thân sẽ "nỗ lực phấn đấu hoàn thành tốt nhiệm vụ được Đảng, Nhà nước và nhân dân giao phó". Đồng thời, ông cũng chính thức bị miễn nhiệm chức vụ Bộ trưởng Bộ Công an như phê duyệt trước đó sau khi giữ chức Chủ tịch nước. Cùng ngày, Thủ tướng Phạm Minh Chính cũng giao quyền điều hành Bộ Công an cho Thượng tướng Trần Quốc Tỏ.
Đây là vinh dự, là trách nhiệm to lớn, đồng thời là cơ hội để cùng với Ban Chấp hành Trung ương, Bộ Chính trị, Ban Bí thư dốc toàn bộ tâm sức, trí lực phụng sự đất nước, phục vụ Nhân dân... 
Sau khi nhậm chức, Tô Lâm đã có bài phát biểu trước Quốc hội Việt Nam. Đầu tiên, ông gửi lời cảm ơn đến Ban Chấp hành Trung ương Đảng Cộng sản Việt Nam, Tổng Bí thư Nguyễn Phú Trọng cùng những người đã tín nhiệm cho ông. Ông cho biết, bản thân mình sẽ "dốc toàn bộ tâm sức, trí lực" nhằm "phụng sự đất nước, phục vụ Nhân dân". Ông nhắc đến Chủ tịch Hồ Chí Minh như một "lãnh tụ thiên tài". Đồng thời, ông cũng cam kết thực hiện nghiêm túc quyền hạn của Chủ tịch nước Việt Nam, thực hiện các nhiệm vụ của Chủ tịch nước với tinh thần "tự chủ, tự tin, tự lực, tự cường, tự hào dân tộc". Ngoài ra, ông cũng khẳng định phấn đấu đưa Việt Nam thành "nước phát triển, có thu nhập cao, theo định hướng xã hội chủ nghĩa" vào dịp kỷ niệm 100 năm thành lập nước. Trong bài phát biểu, ông tuyên bố sẽ "vận dụng, phát triển sáng tạo chủ nghĩa Marx–Lenin, tư tưởng Hồ Chí Minh cùng đường lối đổi mới của Đảng" và cam kết thực hiện nhà nước "của dân, do dân, vì dân". Việc "đấu tranh phòng, chống tham nhũng, tiêu cực" cũng được ông khẳng định trên cương vị Chủ tịch nước, đồng thời cam kết "ngăn chặn, đẩy lùi suy thoái, 'tự chuyển biến', 'tự chuyển hóa'". Về chính sách đối ngoại, ông Lâm tuyên bố sẽ vẫn "đa phương hóa, đa dạng hóa" các mối quan hệ ngoại giao theo chính sách ngoại giao cây tre. Khi nhậm chức, ông Lâm trở thành Chủ tịch nước thứ ba tại Việt Nam mang hàm Đại tướng nói chung và là người thứ hai mang hàm Đại tướng Công an nhân dân.

## Kết quả bầu cử
| Ứng cử viên                  | Ứng cử viên                  | Đảng                         | Phiếu bầu | %      |
| ---------------------------- | ---------------------------- | ---------------------------- | --------- | ------ |
|                              | Trần Thanh Mẫn               | Đảng Cộng sản Việt Nam       | 475       | 100.00 |
| Tổng cộng                    | Tổng cộng                    | Tổng cộng                    | 475       | 100.00 |
|                              |                              |                              |           |        |
| Phiếu bầu hợp lệ             | Phiếu bầu hợp lệ             | Phiếu bầu hợp lệ             | 475       | 100.00 |
| Phiếu bầu không hợp lệ/trống | Phiếu bầu không hợp lệ/trống | Phiếu bầu không hợp lệ/trống | 0         | 0.00   |
| Tổng cộng phiếu bầu          | Tổng cộng phiếu bầu          | Tổng cộng phiếu bầu          | 475       | 100.00 |
| Cử tri phiếu bầu đã đăng ký  | Cử tri phiếu bầu đã đăng ký  | Cử tri phiếu bầu đã đăng ký  | 487       | 97.54  |
| Nguồn:                       |                              |                              |           |        |

| Ứng cử viên                  | Ứng cử viên                  | Đảng                         | Phiếu bầu | %      |
| ---------------------------- | ---------------------------- | ---------------------------- | --------- | ------ |
|                              | Tô Lâm                       | Đảng Cộng sản Việt Nam       | 472       | 100.00 |
| Tổng cộng                    | Tổng cộng                    | Tổng cộng                    | 472       | 100.00 |
|                              |                              |                              |           |        |
| Phiếu bầu hợp lệ             | Phiếu bầu hợp lệ             | Phiếu bầu hợp lệ             | 472       | 99.79  |
| Phiếu bầu không hợp lệ/trống | Phiếu bầu không hợp lệ/trống | Phiếu bầu không hợp lệ/trống | 1         | 0.21   |
| Tổng cộng phiếu bầu          | Tổng cộng phiếu bầu          | Tổng cộng phiếu bầu          | 473       | 100.00 |
| Cử tri phiếu bầu đã đăng ký  | Cử tri phiếu bầu đã đăng ký  | Cử tri phiếu bầu đã đăng ký  | 487       | 97.13  |
| Nguồn:                       |                              |                              |           |        |

## Đánh giá

### Trong nước
Đăng tải trên báo Đảng Cộng sản Việt Nam, ông Trọng đã chúc mừng khi Trung ương Đảng thống nhất quyết định giới thiệu Tô Lâm giữ chức Chủ tịch nước và Trần Thanh Mẫn giữ chức Chủ tịch Quốc hội. Sau cuộc bầu cử, báo Tri thức và Cuộc sống đã dẫn lời Phạm Văn Hòa – Đại biểu quốc hội tỉnh Đồng Tháp, cho biết bản thân ông và cử tri địa phương đã rất mong đợi về cuộc bầu cử. Ông cho biết, mình tin tưởng và đặt kỳ vọng vào Tô Lâm cũng như Trần Thanh Mẫn trong các vai trò mới. Trong khi đó, Tạ Văn Hạ – Phó Chủ nhiệm Uỷ ban Văn hoá, Giáo dục của Quốc hội cho biết, cả hai người vừa được bầu đều có năng lực và kinh nghiệm quản lý, ông khẳng định, "Với khả năng, năng lực, kinh nghiệm... của mình, tôi mong và tin rằng, các đồng chí sẽ hoàn thành xuất sắc nhiệm vụ được Đảng, Nhà nước, Nhân dân giao phó". Chia sẻ trên báo Chính phủ, nhà báo Đức Tuân cho rằng nội dung phát biểu của Chủ tịch nước Tô Lâm và Chủ tịch Quốc hội Trần Thanh Mẫn đã gây ấn tượng sâu sắc cho nhiều cử tri cùng người dân Việt Nam. Nhà báo này phân tích, cụm từ "Nhân dân" được cho là đã xuất hiện hơn cả chục lần cho thấy chính sách của các nhà lãnh đạo khi lấy nhân dân là chủ thể trong quá trình lãnh đạo của mình. Trả lời trên báo Pháp luật Thành phố Hồ Chí Minh, một cử tri cho rằng ông Lâm khi đã "đặt tay lên cuốn hiến pháp và tuyên thệ sẽ thực sự đặt lợi ích của dân tộc lên hàng đầu" hay những lời hy vọng đến các lãnh đạo cấp cao "giữ phẩm chất trong sáng, sống và làm việc hết mình vì dân".

### Quốc tế

#### Trước cuộc bầu cử
Theo hãng thông tấn Reuters, việc Tô Lâm được bổ nhiệm trở thành Chủ tịch nước là một trong những bước khả thi để đưa ông trở thành Tổng Bí thư Đảng Cộng sản Việt Nam thay Nguyễn Phú Trọng. Cũng theo hãng thông tấn, việc bầu cử các chức vụ này tại Việt Nam phần lớn chỉ là một bước thủ tục. South China Morning Post cũng có bình luận tương tự khi cho rằng vị trí Chủ tịch nước chính là bước đệm đối với ông Lâm. Nhiều ý kiến phân tích từ Hoa Kỳ cho rằng nước này có thể sẽ xem xét lại những thỏa thuận song phương với Việt Nam trong thời gian gần đây nếu như những người bảo thủ ít quan tâm đến lợi ích của Hoa Kỳ lên nắm quyền trước hoặc trong Đại hội Đảng Cộng sản Việt Nam lần thứ 14. Trong giai đoạn này, nhiều tờ báo cũng đã nhắc lại bê bối ăn bít tết vàng xảy ra vào năm 2021 khi nhắc đến Tô Lâm.
Trả lời trên BBC News, một nhà nghiên cứu từ Viện Nghiên cứu Đông Nam Á ISEAS ở Singapore cho rằng Hiến pháp Việt Nam không cho phép việc vừa là Chủ tịch nước lại đi kiêm nhiệm chức vụ Bộ trưởng Bộ Công an như Tô Lâm. Cụ thể, trong khi Chủ tịch nước là người đứng đầu Nhà nước, Bộ trưởng Bộ Công an là thành viên của Chính phủ, chịu trách nhiệm trước Thủ tướng Chính phủ. Việc này được cho là sẽ gây ra xung đột thẩm quyền và không tập trung dân chủ của Việt Nam. Trong trường hợp này, ông Lâm có thể miễn nhiệm chức vụ Thủ tướng của Phạm Minh Chính với tư cách là nguyên thủ quốc gia nhưng ông Chính cũng có quyền miễn nhiệm ông ở chức vụ Bộ trưởng Bộ Công an. Một số ý kiến khác lại cho rằng Hiến pháp Việt Nam cũng không cấm cụ thể việc Chủ tịch nước có quyền kiêm nhiệm chức vụ Bộ trưởng khác khi trước đây, Hồ Chí Minh cũng đã từng có thời gian kiêm nhiệm chức vụ Bộ trưởng Bộ Ngoại giao trong khi đang giữ chức Chủ tịch nước. Tuy nhiên, đến khi Quốc hội Việt Nam tiếp tục thông báo về việc sẽ miễn nhiệm chức vụ Bộ Công an của ông Lâm, BBC News cho rằng đó là do Đảng Cộng sản Việt Nam đang gặp khó khăn về công tác nhân sự hoặc sự bất đồng trong nhóm lãnh đạo cấp cao. Đài Á Châu Tự Do lại cho rằng chính trị Việt Nam đang tồn tại nhiều bất ổn thông qua việc thay đổi từ không miễn nhiệm sang miễn nhiệm chức vụ Bộ trưởng Bộ Công an của ông Lâm ở thời điểm cận kề. Ngoài ra, đài phát thanh này cũng khẳng định, việc "đấu đá nội bộ" sẽ vẫn còn khi Phạm Minh Chính và Tô Lâm đều xuất thân từ công an.

#### Sau cuộc bầu cử
Sau khi kiện toàn hai chức danh, nhiều lãnh đạo các quốc gia cũng đã gửi thư chúc mừng đến ông Trần Thanh Mẫn khi nhậm chức Chủ tịch Quốc hội và Tô Lâm khi nhậm chức Chủ tịch nước. Ngoài ra, lãnh đạo các tổ chức như Chủ tịch Diễn đàn Kinh tế thế giới Klaus Schwab, Tổng thư ký ASEAN Kao Kim Hourn... cũng đã gửi điện mừng đến ông Mẫn và ông Lâm. Mông Cổ đồng thời cũng đã gửi thư mời ông Mẫn sang thăm nước này nhân kỷ niệm 70 năm thiết lập quan hệ ngoại giao giữa hai nước. Vào ngày 23 tháng 5, Tổng Thư ký Liên Hợp Quốc António Guterres trong cuộc điện đàm với Đại sứ Đặng Hoàng Giang – Trưởng Phái đoàn thường trực Việt Nam tại Liên Hợp Quốc ở New York, Hoa Kỳ cũng đã gửi lời chúc mừng đến ông Lâm sau khi ông được bầu giữ chức Chủ tịch nước. Guterres cũng bày tỏ về khả năng thăm Việt Nam và gặp gỡ Tô Lâm.
Hãng thông tấn Reuters cho biết Việt Nam đã tạm thời chấm dứt các bất ổn chính trị sau hai tháng kể từ khi hàng loạt các cán bộ cấp cao từ chức. Carl Thayer – giáo sư danh dự và là chuyên gia về Việt Nam tại Học viện Lực lượng Quốc phòng Úc ở Canberra, cho rằng các cuộc đấu tranh chính trị sẽ tạm thời giảm bớt sau khi ông Lâm được bầu cử. Tương tự, Florian Feyerabend – đại diện Việt Nam của Quỹ Konrad Adenauer của Đức cho rằng, "Việc ông được thăng chức Chủ tịch nước, rõ ràng là Tô Lâm còn có nhiều tham vọng hơn là nghỉ hưu, đây cũng là bệ phóng để ông giành lấy chức Tổng Bí thư". Theo BBC News, khi Tô Lâm lên nắm quyền sẽ càng làm rõ nét hơn về một nhà nước cảnh sát. Chỉ trong vòng một nhiệm kỳ, chưa đầy 18 tháng, Việt Nam đã phải thay đổi liên tục đến ba Chủ tịch nước. Theo The New York Times, việc ông Mẫn và ông Lâm được lọt vào tứ trụ có thể sẽ giúp hai người tham gia tranh cử giành lấy vị trí Tổng Bí thư Đảng Cộng sản Việt Nam trong nhiệm kỳ kế tiếp. Tuy nhiên, thời báo này cũng cho rằng khả năng ông Lâm sẽ chiến thắng cao hơn ông Mẫn, một phần nhờ vai trò của ông trong nỗ lực phòng, chống tham nhũng do ông Trọng khởi xướng. Đặc biệt, ông Lâm còn gây chú ý toàn cầu với vụ bắt giữ một quan chức Việt Nam tại Berlin vào năm 2017. Mặt khác, Al Jazeera dẫn lời Zachary Abuza – Giáo sư tại Đại học Chiến tranh Quốc gia thuộc Bộ Quốc phòng Hoa Kỳ cho rằng khi không còn giữ vị trí Bộ trưởng Bộ Công an, Tô Lâm sẽ "có thể ở thế yếu hơn để hạ bệ Phạm Minh Chính".
Trong khi đó, Bloomberg News được cho là đánh giá cao nỗ lực phòng, chống tham nhũng của ông Lâm. Tuy nhiên, hãng thông tấn này cho rằng việc bầu cử ông giữ chức Chủ tịch nước cũng không thể làm thay đổi chính sách kinh tế hay đối ngoại của nước này vốn do Bộ Chính trị và Ban Chấp hành Trung ương quyết định. Trên một bài viết của hãng thông tấn Associated Press, trích nhận định từ nhà sáng lập Dự án 88, việc Tô Lâm trở thành Chủ tịch nước có thể dẫn đến những biện pháp cứng rắn hơn trong việc đàn áp nhân quyền và kiểm duyệt quyền tự do ngôn luận. Tương tự, Đài Á Châu Tự Do và Al Jazeera cũng đưa ra quan ngại khi ông Lâm nhậm chức. Đăng tải trên South China Morning Post, nhiều chuyên gia lại cho rằng ông Lâm đã có những phát biểu cứng rắn hơn so với bài phát biểu trước đó của ông Thưởng trong việc diệt trừ tham nhũng. Thay vì tập trung vào kinh tế, ông Lâm nhấn mạnh vào sự lãnh đạo và kiểm soát của Đảng Cộng sản Việt Nam trong việc "tăng cường trật tự, kỷ luật" và ngăn chặn sự "tự chuyển biến". Nguyễn Khắc Giang từ Viện ISEAS–Yusof Ishak của Singapore cho rằng kinh tế mở và các chính sách đa phương đã phần nào đó ngăn chặn việc Việt Nam dần trở nên chuyên chế hơn.